# Inger Jacobsen
Inger Jacobsen (* 13. Oktober 1923 in Oslo; † 21. Juni 1996 ebenda) war eine norwegische Sängerin und Schauspielerin.

## Leben und Wirken
Ihre erste Platte nahm Inger Jacobsen 1941 auf. Mit ihrer unverwechselbaren, typischen Alt-Stimme stieg sie schnell zu einer gefragten und populären Sängerin auf.
Viermal nahm sie am „Melodi Grand Prix“, dem norwegischen Vorentscheid zum Eurovision Song Contest teil, außerdem sang sie – zusammen mit Jens Book-Jensen – im Halbfinale des „Melodi Grand Prix 1960“ die Lieder. 1962 gewann sie den Vorentscheid mit dem Lied Kom sol, kom regn („Kommt Sonne, kommt Regen“) und vertrat so Norwegen beim Eurovision Song Contest 1962 in Luxemburg-Stadt. Sie erreichte Platz zehn mit zwei Punkten.

## Filmografie

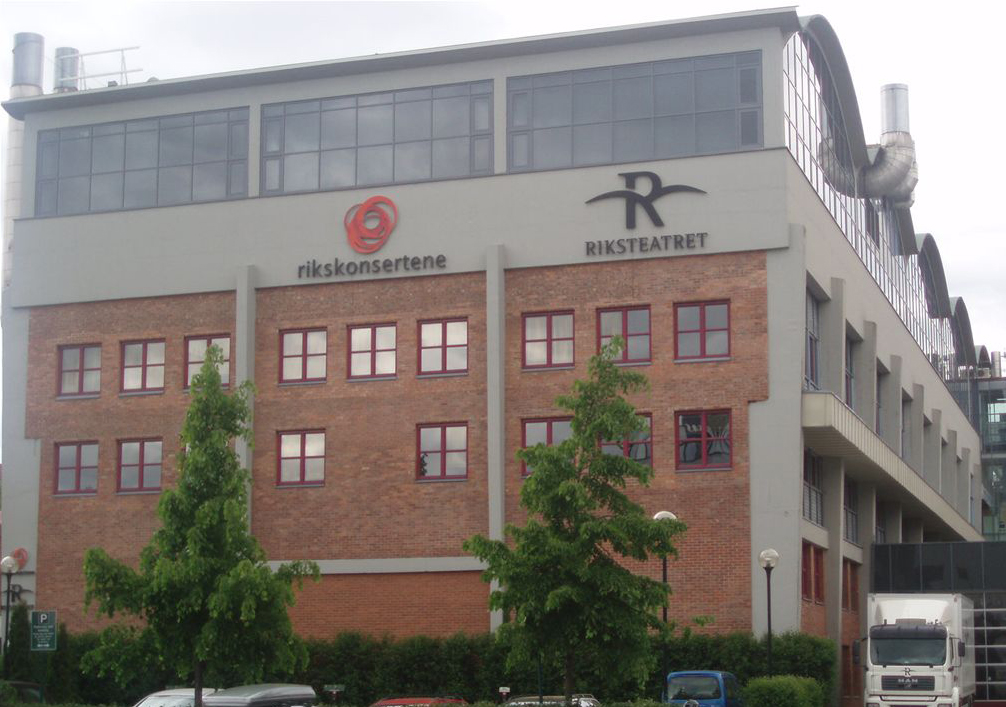
Im Riksteatret („das Reichstheater“) spielte Inger Jacobsen längere Zeit Theater.

- 1941: Den forsvundne pølsemaker („Der verschwundene Wurstmacher“)
- 1957: Smuglere i smoking („Schmuggler im Smoking“)
- 1966: Kontorsjef Tangen („Bürochef Tangen“)
- 1975: Skraphandlerne („Die Trödler“)
- 1975: Einar Schankes gledeshus („Einar Schankes Freudenhaus“)
- 1994: I de beste familier („In den besten Familien“)

## Diskografie
Alben
- 1968: Refrenget (mit Thore Skogman, dt.: „Der Refrain“)

Singles
- 1960: Frøken Johansen og jeg („Fräulein Johansen und ich“)
- 1961: Han er endelig, endelig min („Er ist endlich, endlich mein“)